# 平马镇 (横州市)
平马镇，是中华人民共和国广西壮族自治区南宁市横州市下辖的一个乡镇级行政单位。

邮政编码：531599

## 行政区划
平马镇下辖以下地区：
平马社区、苏光村、良水村、苏安村、五权村、快龙村、大茶村、丁村和长安村。